# Rudolf Gutdeutsch
Rudolf Gutdeutsch (* 9. Oktober 1930 in Hannover; † 11. August 2021) war ein deutscher Geophysiker.

## Leben
Rudolf Gutdeutsch arbeitete bis 1959 für Seismos und studierte von 1959 bis 1963 bei Heinz Menzel am Institut für Geophysik an der Bergakademie Clausthal. Von 1963 bis 1972 arbeitete er an der Universität Hamburg. Von 1967 bis 1970 lehrte er als Privatdozent für Geophysik (Habilitation 1967) und von 1970 bis 1971 als Professor für Geophysik und stellvertretender Institutsdirektor am Institut für die Physik des Erdkörpers der Fakultät Fachbereich Geowissenschaften an der Universität Hamburg. 1971 erfolgte seine Berufung auf den Lehrstuhl für Geophysik an der Universität Wien als ordentlicher Universitätsprofessor, die er 1972 antrat. Er emeritierte im Jahr 2000.
Gutdeutsch beschäftigte sich mit der Seismologie und gilt als Begründer der Historischen Erdbebenforschung in Österreich. Hauptarbeitsgebiet waren seismologische Untersuchung der Ostalpen und die Erfassung deren seismisch aktive und passiv aktive Störungszonen. Ab Mitte der 1980er beschäftigte er sich mit der Potenzialtheorie und verfasste auch hier erste Standardwerke zu deren Anwendung in der Geophysik.